# Mazaceae
Mazaceae es una familia de plantas del orden Lamiales. La familia fue descrita por James L. Reveal en 2011. Los géneros de esta familia se incluyeron anteriormente más recientemente en Phrymaceae y en clasificaciones más antiguas se colocaron en Scrophulariaceae.
La Red de Información de Recursos de Germoplasma incluye los siguientes géneros en la familia:
- Lancea
- Mazus

El sitio web de filogenia de angiospermas también incluye el género Dodartia.